# 黄勝

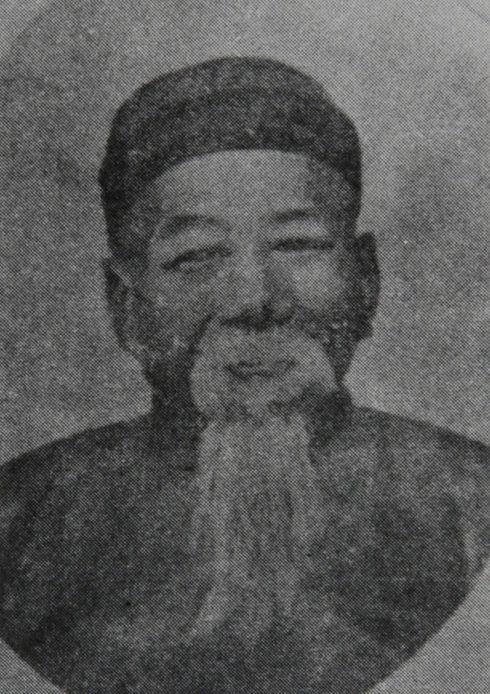

黄 勝（こう しょう、Huang Sheng、1827年 - 1902年8月5日）、字は平甫。香港の学者、ジャーナリスト、企業家、政治家である。

## 生涯

### アメリカ留学
広東省香山県（現在の中山市）出身。1841年、マカオに移住し、モリソン記念学校に入学。同窓生に容閎・黄寛・唐廷枢がいる。翌年、清が阿片戦争に敗北した結果、南京条約で香港をイギリスに割譲することになると、モリソン記念学校も香港に移ることになり、黄勝も香港に移住した。
1846年、モリソン記念学校校長のサミュエル・ロビンズ・ブラウン牧師は体調を崩したためアメリカに帰国することとなった。その際にブラウンはモリソン記念学校の生徒数名をアメリカに連れていき、アメリカで正規の教育を受けさせることを考えた。そしてアメリカ行きを希望した生徒は容閎・黄勝・黄寛の3名だった。3名はブラウンに連れられて1847年1月4日に上海を出発し、4月12日にアメリカに到着した。それからマサチューセッツ州の学校に入学したが、1年後に病気となって香港に戻った。なお黄勝はアメリカ留学時に洗礼を受け、帰国後はロンドン伝道会(倫敦傳道會)の信徒となっている。

### 香港での活動
香港に戻った後、英字紙『チャイナ・メール (德臣西報)』発行人のアンドリュー・ショートレッド (Andrew Shortrede, 蕭德銳)のもとで印刷を学び、後に編集にも参加するようになった。1853年、英華書院の印刷所の監督となり、新しく発行された香港初の中国語紙『遐邇貫珍』の翻訳作業に協力した。このほかにも黄勝は英華書院のジェームズ・レッグ牧師が『四書』を英訳するのを手伝っている。
黄勝の英華書院での翻訳活動は香港政庁にも知られ、1858年には華人として初めて陪審員に選出され、さらに高等法院の通訳として招かれた。
当時、レッグのもとには洋務派の学者の王韜が難を避けてきており、レッグの『尚書』の英訳に協力していた。黄勝は王韜とともに『火器説略』を翻訳し、西洋の兵器を紹介した。後に『火器説略』は王韜が李鴻章と曽国藩の幕僚の丁日昌に献呈し、高い評価を得た。
丁日昌の推薦で、1864年に黄勝は上海同文館の英語教授となった。同文館の学生を、唐廷枢と協力して香港に留学させたり、福州船政学堂に進学させたりしたが、1867年に辞職して香港に戻り、再び英華書院の印刷所の仕事に就いた。

### ジャーナリストとして
1858年に香港で初の完全な中国語紙である『中外新報』を伍廷芳と共同で発行した。また1872年には『チャイナ・メール』副編集長の陳靄庭とともに『華字日報』を発行し、主筆となった。さらに1871年に英華書院が一時停止した時に、王韜とともに印刷機器を買い取り、中華印務総局(中華印務總局)を創設し、中国語・英語の書籍を発行した。1874年、王韜が『循環日報』を発行したが、これは中華印務総局で印刷された。以上の3紙は香港の主要紙となった。

### 洋務運動
1873年、停止した英華書院の印刷機器を清の洋務派が買い取り、西法印書局(西法印書局)を創設すると、黄勝は自ら総理各国事務衙門まで届け、西方印書局の基礎をつくった。同年、学童のアメリカ留学事業の正監督陳蘭彬と副監督の容閎から第二陣の児童を送ってほしいとの依頼が黄勝のもとに届いた。黄勝は6月に30名の留学生を送り込んだ。その後もアメリカ公使館との交渉や留学事務にあたり、1876年に香港に戻るとき、朝廷から知府の官職を受け取った。

### 晩年
黄勝は1872年に成立した東華医院の創設にも関わり、1886年から1887年に主席を務めた。
さらに政界に進出し、1884年から1890年まで定例局の非官守議員（民選議員）、1888年から1890年まで潔浄局の非官守議員を歴任した。